# Озхасеки, Мехмет
Мехмет Озхасеки (тур. Mehmet Özhaseki; род. 25 мая 1957, Кайсери) — турецкий политик, член партии справедливости и развития. С 24 мая 2016 по 9 июля 2018 года занимал должность министра окружающей среды и городского планирования и с 3 июня 2023 по 2 июля 2024 года.

## Биография
Родился 25 мая 1957 года в Кайсери. Школьное образование получил в родном городе, затем поступил в университет Хаджеттепе. Был исключён из университета за участие в студенческих протестах. Затем окончил юридический факультет Стамбульского университета.
В марте 1994 года был избран мэром Меликгази. С 23 июня 1998 года исполнял обязанности мэра Кайсери. На выборах, прошедших весной 1999, был избран мэром. 10 февраля 2015 года покинул пост мэра, чтобы баллотироваться в парламент.
7 июня 2015 года был избран членом Великого национального собрания. 24 мая 2016 года вошёл в состав правительства Йылдырыма в качестве министра окружающей среды.
В 2019 году баллотировался на пост мэра Анкары, но проиграл Мансуру Явашу, который стал первым за 25 лет кандидатом от оппозиции, занявшим этот пост.
Озхасеки стал новым министром окружающей среды и урбанизации, приняв участие в списке Совета министров, объявленном президентом Реджепом Тайипом Эрдоганом 3 июня 2023 года.
1 июля 2024 года Озхасеки объявил о своей отставке из-за проблем со здоровьем со своего аккаунта X.